# 纳米化学

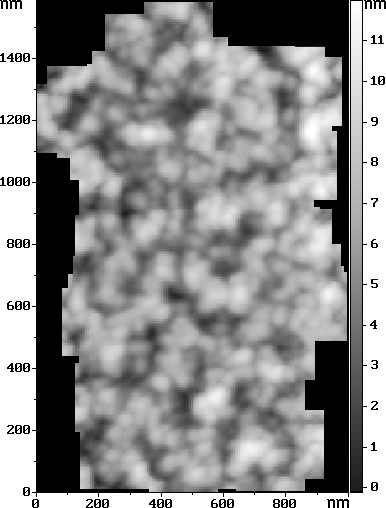
R. V. Lapshin, Feature-oriented scanning (FOS), Fig. 1

纳米化学是化学和纳米科学的交叉学科。纳米化学与根据尺寸、表面、形状和缺陷特性而合成的构件有关。通过进行纳米尺度上的几种化学修饰，科学家们证实了纳米化学材料具有尺寸依赖性。纳米化学在化学、材料、物理、科学、工程、生物和医学等领域均有广泛的应用。纳米化学和其他纳米科学领域的核心概念相同，但这些概念的用法不同。
纳米化学可以由尺寸、形状、自组装、缺陷和生物纳米等概念来描述，任何新的纳米结构的合成都与这些概念有关。纳米结构的合成取决于表面、尺寸和形状将如何引导构件自组装成功能结构。它们可能存在功能缺陷，也可能在电学、光学、医学或生物分析等问题上有用。合成碳纳米材料，如碳纳米管（CNT）、石墨烯和富勒烯等，就是一个很好的例子。这些材料因其优异的机械性能和电性能近年来备受关注。
二氧化硅、金、聚二甲基硅氧烷、硒化镉、氧化铁和碳等材料都显示了纳米化学的转化能力。纳米化学可以将氧化铁（铁锈）制成核磁共振最有效的造影剂，它具有检测癌症的能力，甚至可以将癌症扼杀在萌芽阶段。二氧化硅（玻璃）可以用来弯曲或阻挡光线。发展中国家也用硅胶做流体回路，以达到发达国家的病原体检测能力。碳已经以不同的形状和形式得到了应用，它将成为电子材料中较好的选择。
总的来说，纳米化学与化合物的原子结构无关。相反，它涉及的是将材料转化为解决问题的不同方法。化学主要处理元素周期表中原子的自由度，但是纳米化学带来了控制材料行为的其他自由度。

## 纳米形貌
纳米形貌是指出现在纳米尺度上的特定表面特征。在工业上，纳米光刻的应用通常包括电学和人工制造的表面特性。然而，自然界的表面特性也包括在这个定义中，如分子级的细胞相互作用和动物和植物的纹理器官。自然界中的这些纳米形貌特征具有独特的用途，有助于调节生物机体的调节和功能，因为纳米形貌特征在细胞中极为敏感。

## 纳米光刻

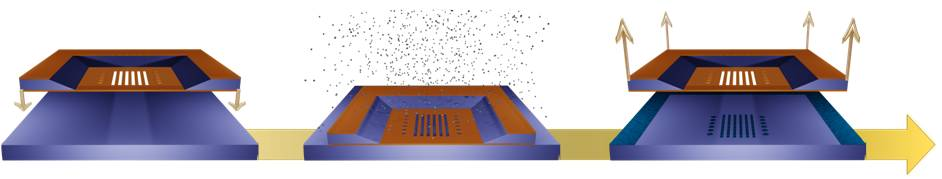
StencilLithography

纳米光刻是在表面上人工产生纳米形貌蚀刻的过程。许多实际应用都利用了纳米光刻技术，包括计算机中的半导体芯片。纳米光刻技术有很多类型，主要包括：
- 光刻
- 电子束曝光(EBL)
- X射线光刻（英语：X-ray lithography）
- 极紫外光刻 (EUVL)
- 光耦合纳米光刻 (LCM)（英语：Contact lithography）
- 掃描探針顯微鏡 (SPM)
- 纳米压印光刻（英语：Nanoimprint lithography）
- 浸笔式纳米光刻（英语：Dip-Pen nanolithography）
- 軟微影技術

每一种纳米光刻技术都有不同的分辨率、时间消耗和成本等因素。纳米光刻技术有三种基本方法。一种是使用一种抗蚀材料，这种材料作为 "掩模 "来覆盖和保护表面上需要光滑的部分。现在可以蚀刻掉未覆盖的部分，并用保护材料作为模板。第二种方法是直接雕刻所需的图案。蚀刻可能涉及使用量子粒子束，如电子或光，或化学方法，如氧化或SAM（自组装单层）等。第三种方法是将所需的图案直接放置在表面上，产生最终产品，比原来的表面厚几纳米。为了使要制作的表面可视化，必须用纳米分辨率的显微镜对表面进行可视化，这两种显微镜包括扫描探针显微镜（SPM）和原子力显微镜（AFM）。这两种显微镜也可以参与最终产品的加工。

### 单层自组装

SAM结构的表示

纳米光刻的方法之一是使用自组装单层膜（SAM）的方法，该方法为软方法。SAM是各种长链，可在金表面自组装，形成有序的单层膜。这种方法的优点是创造一个高质量的结构，其横向尺寸为5纳米到500纳米。在这种方法中，通常使用由聚二甲基硅氧烷（PDMS）制成的图案化弹性体作为掩膜。为了制作PDMS印章，第一步是在硅晶片上涂覆一层光致抗蚀剂。下一步是用紫外光曝光该层，然后用显影剂洗掉曝光的光刻胶。为了降低预聚物的厚度，在图案母材上用全氟烷基三氯硅烷处理，这些PDMS弹性体可用于在平面和曲面上印制微米和亚微米设计化学油墨，以达到不同的目的。

## 应用领域

### 药物
纳米化学的一个研究较多的应用是医学。利用纳米化学技术的一种简单的护肤品就是防晒霜。防晒霜中含有氧化锌和二氧化钛的纳米颗粒，这些纳米化学物通过吸收或反射光线，保护皮肤免受有害紫外线的伤害，并通过光激发纳米颗粒中的电子，防止皮肤受到损伤。粒子的激发作用有效地阻断了皮肤细胞对DNA的损伤。

#### 药物递送
涉及纳米技术方法的新兴给药方法可通过改善身体反应，特异性靶向以及有效的无毒代谢而获得优势。许多纳米技术方法和材料可以被功能化用于药物递送。理想的材料采用受控激活的纳米材料的纳米材料来携带药物“货物”进入体内。介孔二氧化硅纳米颗粒（Mesoporous silica nanoparticles，MSN）由于其较大的表面积和可进行各种单独修饰的灵活性，同时在成像技术下显示出高分辨率性能，因此在研究中的应用日益广泛。不同的纳米级药物递送分子的激活方法有很大的差异，但最常用的激活方法是利用特定波长的光来释放货物。纳米阀控制的货物释放使用低强度的光和等离子体加热来释放包含金分子的多种MSN的货物。双光子激活的光电换能器（2-NPT）使用近红外波长的光来诱导二硫键的断裂以释放货物。近来，由于具有无毒，通过皮肤的自发吸收以及进入血脑屏障的能力，纳米金刚石已显示出在药物递送中的潜力。

#### 生物组织工程
由于细胞对纳米形貌特征非常敏感，因此组织工程中表面的优化将前沿推向了植入领域。在适当的条件下，利用精心制作的三维支架，引导细胞种子向人工器官生长。三维支架结合了各种纳米级因子，通过控制环境以实现最佳和适当的功能，支架是体外存在、类似于体内细胞外基质的物质，其通过在体外提供必要的复杂生物学因子，可以使人工器官成功生长。其他优点包括细胞表达操纵、粘附和药物递送的可能性。

#### 关于伤口
对于擦伤和伤口，纳米化学已证明可以改善愈合过程。电纺丝是一种生物学上用于组织工程的聚合方法，但可以功能化以用于伤口包扎以及药物递送。它产生的纳米纤维可以促进细胞增殖， 抗菌性和可控的细胞生长环境，这些特性在宏观上出现；然而，由于纳米形貌特征，纳米级版本可能会显示出更高的效率。 纳米纤维和伤口之间的靶向界面具有更高的表面积相互作用，并且在体内更具有优势。
有证据表明某些银纳米颗粒可用于抑制某些病毒和细菌。
纳米化学的新发展提供了各种具有高度可控特性的纳米结构材料。这些纳米结构材料的一些应用包括SAM和光刻技术，传感器中纳米线的使用以及纳米酶。

### 电学

#### 纳米导线成分
科学家还通过使用汽相和溶液相策略设计了许多具有可控制的长度，直径，掺杂和表面结构的纳米线组合物。这些取向的单晶被用于半导体纳米线器件中，例如二极管，晶体管，逻辑电路，激光器和传感器。由于纳米线具有一维结构，意味着大的表面体积比，因此扩散电阻降低。此外，由于量子限制效应，它们在电子传输中的效率使其电学特性易受到轻微扰动的影响，因此，在纳米传感器元件中使用这些纳米线可以提高电极响应的灵敏度。如上所述，半导体纳米线的一维性和化学柔性使其可应用于纳米激光中。杨培东和他的同事们对室温紫外纳米线纳米激光器进行了一些研究，其中提到了这些纳米激光器的重要特性。他们得出的结论是，使用短波长纳米激光在光学计算，信息存储和微分析等不同领域具有应用。

### 催化剂

#### 纳米酶
纳米结构材料主要用于基于纳米颗粒的酶，由于其显示出的特殊性质而受到人们的青睐。这些纳米酶的尺寸非常小（1-100 nm），为它们提供了独特的光学，磁性，电子和催化特性。 此外，对纳米颗粒表面功能的控制以及这些小尺寸酶的可预测纳米结构，使它们在其表面上形成了复杂的结构，从而满足了特定应用的需求。

### 光伏
纳米化学和纳米材料为低成本的新一代太阳能光伏电池提供了许多机会。纳米粒子表面和结界面的纳米化学界面工程可以增强电荷的分离和收集。最近的研究目标为提高太阳能转换效率，并降低光伏技术中的器件制造成本。
石墨烯在这个领域因为其特殊的光电性能也受到了重视，最新发表的一篇文献提出，通过石墨烯掺杂中孔电子选择层减小光损耗，其具有更好的电气性能。配合双端机械堆叠钙钛矿/硅串联装置，通过使介观的钙钛矿顶部电池的背面电极与组织化和金属化的正面接触而耦合硅底部电池的接触，这个光伏电池（有效面积1.43cm2）表现出26.3%的峰值效率，25.9%的稳定效率。

## 研究

### 纳米金刚石

#### 合成

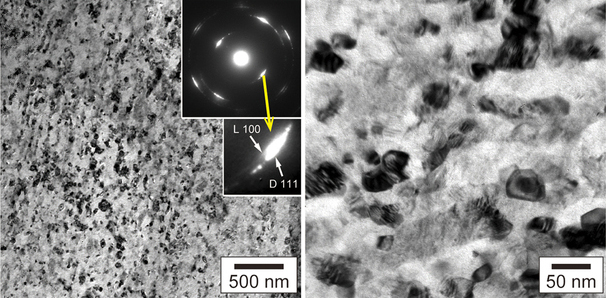
纳米金刚石的内部结构

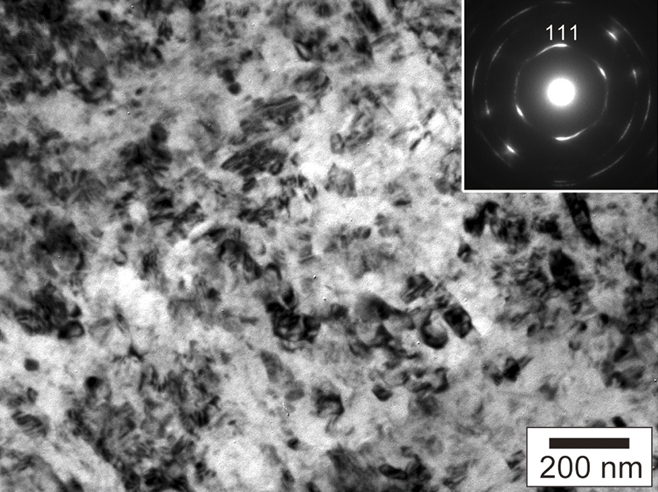
合成纳米金刚石的内部结构。

荧光纳米粒子具有广泛的应用，但它们在宏观阵列中的使用使它们能够有效地应用于等离子体、光子和量子通信，这使它们备受追捧。虽然尽管有很多组装纳米颗粒阵列的方法，尤其是金纳米颗粒，但它们往往与基底紧密结合，因此不能用湿法化学处理或光刻处理。纳米金刚石允许更大的访问可变性，随后可用于耦合等离子体激元波导以实现量子等离子体电路。
纳米金刚石可以通过采用纳米级的碳质晶种来合成，该纳米碳质晶种通过无掩模电子束诱导定位技术通过一步添加胺基团以将纳米金刚石自组装成阵列，从而一步制备。纳米金刚石表面上的悬空键的存在允许它们被各种配体官能化。这些纳米金刚石的表面被羧酸基团封端，从而通过碳二亚胺偶联化学使它们与胺端基表面连接。该方法产率较高，并依赖于：在EDC存在下，无定形碳和纳米金刚石表面上的胺和羧基官能团之间的键合。因此，与金纳米颗粒不同，它们可以承受许多设备应用中的加工和处理。

#### 荧光灯（氮填充）
纳米金刚石的荧光性质源自氮空位（NV）中心的存在，氮原子紧邻空位。荧光纳米金刚石（FND）于2005年发明，此后已用于各种研究领域。该发明于2008年获得美国专利，并在2012年获得了随后的专利。通过用高能粒子（电子，质子，氦离子）辐照纳米金刚石，然后在600–800°C下进行真空退火，可以创建NV中心。辐照会在钻石结构中形成疫苗，而真空退火会将这些空位迁移，这些空位将被纳米金刚石中的氮原子捕获。此过程产生两种类型的NV中心。形成了两种类型的NV中心——中性（NV0）和带负电（NV–），它们具有不同的发射光谱。 NV-中心特别受关注，因为它具有S = 1的自旋基态，可以通过光泵浦将其自旋极化，并使用电子顺磁共振对其进行操纵。荧光纳米金刚石结合了半导体量子点（小尺寸，高光稳定性，明亮的多色荧光）与生物相容性，无毒和丰富的表面化学的优点，这意味着它们具有革新体内成像应用的潜力。

#### 药物递送和生物相容性
纳米金刚石具有自组装的能力，并且各种各样的小分子，蛋白质抗体，治疗剂和核酸都可以与其表面结合，因此其可以进行药物递送，模拟蛋白质和外科手术植入物。其他潜在的生物医学应用是将纳米金刚石用作固相肽合成的载体，并用作解毒和分离的吸附剂；以及将荧光纳米金刚石用于生物医学成像。纳米金刚石具有生物相容性，具备多种可用于治疗的能力，包括：在水中的分散性和可扩展性，以及靶向疗法潜在的药物输送平台所需的所有特性。纳米金刚石的小尺寸，稳定的核，丰富的表面化学，自组装能力和低细胞毒性让人们提出可以将它用于模拟球状蛋白。纳米金刚石用于一般药物递送的潜在可注射治疗剂的应用已被大量研究，但也已表明，聚对二甲苯纳米金刚石复合材料的薄膜可用于在两天至一个月的时间内局部持续释放药物。

### 纳米簇
纳米级单杂散团簇（也称为纳米团簇）是合成生长的晶体，其大小和结构会通过势阱影响其性能。合成这些纳米簇却是一个难题。一种生长这些晶体的方法是在非水性溶剂中通过反胶束笼。对MoS2纳米团簇的光学性质进行的研究将它们与大块晶体对应物进行了比较，并分析了它们的吸收光谱。分析表明，块状晶体对吸收光谱的尺寸依赖性是连续的，而纳米团簇的吸收光谱具有离散的能级。这表明在报告的簇大小为4.5 – 3.0 nm时发生了从固体到分子的转变。
由于它们在磁记录，磁流体，永磁体和催化方面具有潜在用途，人们对纳米团簇的磁性感兴趣。对铁团簇的分析表明，由于团簇内部存在强磁性相互作用，其行为与铁磁和超顺磁的行为一致。
纳米团簇的介电性质也是一个研究主题，因为它们在催化，光催化，微电容器，微电子学和非线性光学中有可能被应用。

### 著名的研究人员
在纳米化学领域，有几位研究人员对该领域的发展做出了卓越贡献，来自多伦多大学的Geoffrey A. Ozin就是其中一例。他在这一领域的研究长达45年，被称为 "纳米化学的奠基人之一"。其研究包括矩阵隔离激光拉曼光谱，裸金属团簇化学、光化学，纳米多孔材料，杂化纳米材料，介观材料和超薄无机纳米线。
另一位被视为纳米化学先驱之一的化学家是哈佛大学的查尔斯·利伯。他以其在纳米技术发展方面的贡献而著称，特别是在生物学和医学领域的贡献。这些技术包括纳米线，这是一类新的准一维材料，表现出优异的电、光、机械和热性能，有可能被用作生物传感器。Lieber领导的课题组已经深入研究了纳米线用于绘制大脑活动图谱的课题。
加州大学洛杉矶分校教授西蒙·魏斯（Shimon Weiss）以研究荧光半导体纳米晶体（量子点的一个子类）用于生物标记的研究而闻名。来自加州大学伯克利分校的保羅·阿利維薩托斯在纳米晶体的制造和使用方面的研究也很有名。这项研究潜力较大，会对小尺度粒子的成核、阳离子交换和分支过程等小尺度粒子的机理进行深入研究。这些晶体的一个值得注意的应用是量子点的开发。
另一位来自加州大学伯克利分校的杨培东研究员也因其在一维纳米结构的发展上的贡献而引人注目。目前，杨培东课题组在纳米线光子学、基于纳米线的太阳能电池、用于太阳能转化为燃料的纳米线、纳米线热电学、纳米线-电池界面、纳米晶体催化、纳米管纳米流体学、等离子体等领域都有活跃的研究项目。

## 生产安全
详情参见：纳米材料-健康与安全

## 备注
1. ↑  普通的化学材料不具备的性质，在纳米尺度上可能具备，反之亦然
2. ↑  铁锈实际上为水合氧化铁，化学式为Fe2O3·nH2O，氧化铁只是其主要成分。且氧化铁也有两种构型。

## 精选书籍
- J.W. Steed, D.R. Turner, K. Wallace Core Concepts in Supramolecular Chemistry and Nanochemistry (Wiley, 2007) 315p. ISBN 978-0-470-85867-7
- Brechignac C., Houdy P., Lahmani M. (Eds.) Nanomaterials and Nanochemistry (Springer, 2007) 748p. ISBN 978-3-540-72993-8
- H. Watarai, N. Teramae, T. Sawada  Interfacial Nanochemistry: Molecular Science and Engineering at Liquid-Liquid Interfaces (Nanostructure Science and Technology)  2005. 321p. ISBN 978-0-387-27541-3
- Ozin G., Arsenault A.C., Cademartiri L. Nanochemistry: A Chemical Approach to Nanomaterials （页面存档备份，存于） 2nd Eds. (英国皇家化学学会, 2008) 820p. ISBN 978-1847558954
- Kenneth J. Klabunde; Ryan M. Richards (编).  2nd. Wiley. 2009. ISBN 978-0-470-22270-6.